# Qamba Püncog
| Tibetische Bezeichnung |
| --- |
| Tibetische Schrift: བྱམས་པ་ཕུན་ཚོགས། |
| Wylie-Transliteration: byams pa phun tshogs                                                                                                 |
| Offizielle Transkription der VRCh: Qamba Püncog                                                                                             |
| THDL-Transkription: Jampa Püntsok |
| Andere Schreibweisen: Qiangba Püncog, Qiangba Puncog, Champa Püntsok, Champa Phüntshog, Champa Phuntshok, Jampa Phuntsok, Qamba Püncog etc. |
| Chinesische Bezeichnung |
| Traditionell: 向巴平措 |
| Vereinfacht: 向巴平措 |
| Pinyin:Xiàngbā Píngcuò |

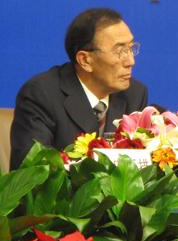
Qamba Püncog (Juli 2010)

Qamba Püncog (Champa Phüntshog; * Mai 1947 in Qamdo) war von 2003 bis 2010 der Vorsitzende der Regierung des Autonomen Gebiets Tibet der Volksrepublik China.
Qamba Püncog arbeitete zunächst in einer Fabrik für Landwirtschaftsmaschinen in Qamdo und studierte dann Maschinenbau an der Universität Chongqing (Sichuan). Im Mai 1974 trat er in die Kommunistische Partei Chinas ein. Nach dem Studium kehrte er in seinen Betrieb zurück und bekleidete später verschiedene Posten in der Verwaltung in Tibet, zunächst im Kreis Bomê (in Nyingchi), dann in Shannan, schließlich auf Ebene des Autonomen Gebiets und auf nationaler Ebene. Im Mai 2003 wurde er Vorsitzender der Regierung des Autonomen Gebiets Tibet. Im Januar 2010 trat Qamba Püncog von diesem Amt zurück. Sein Nachfolger wurde Padma Choling.
Außerdem war Qamba Püncog vom 22. Oktober 2007 bis zum 15. November 2012 Mitglied des 17. Zentralkomitees der KPCh. Von 2013 bis 2018 war Qamba Püncog Vizevorsitzender des 12. Ständigen Ausschusses des Nationalen Volkskongresses.